# Tricalysia verdcourtiana
Tricalysia verdcourtiana är en måreväxtart som beskrevs av Elmar Robbrecht. Tricalysia verdcourtiana ingår i släktet Tricalysia och familjen måreväxter. Inga underarter finns listade i Catalogue of Life.